# Đồ Sơn
 (mai 2019).
Si vous disposez d'ouvrages ou d'articles de référence ou si vous connaissez des sites web de qualité traitant du thème abordé ici, merci de compléter l'article en donnant les références utiles à sa vérifiabilité et en les liant à la section « Notes et références ».

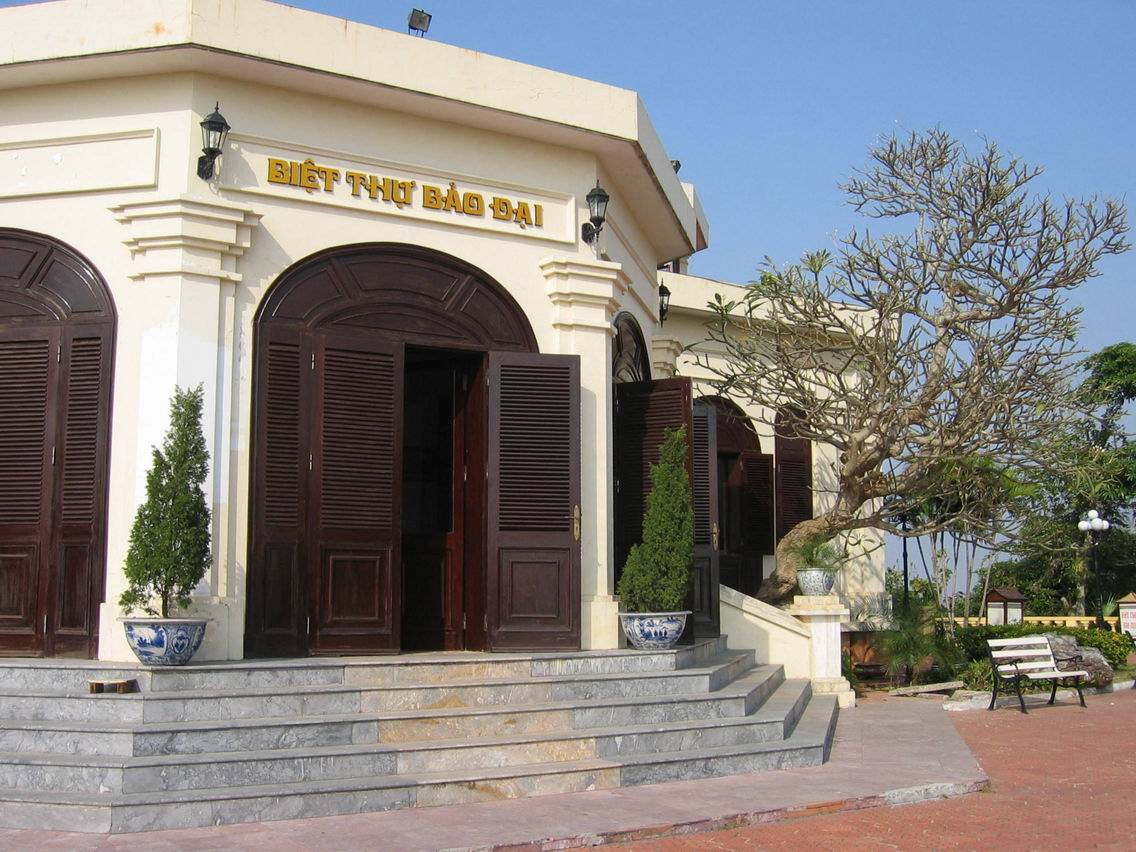
Villa d'été de Bao Daï en 2007.

Đồ Sơn est un district urbain (quận) de Haïphong dans le delta du fleuve Rouge au Viêt Nam. 

## Géographie
Orthographié Doson à l'époque de l'Indochine française) est une station balnéaire vietnamienne sur les rives du golfe du Tonkin, en mer de Chine méridionale. Elle se trouve à 22 km de Haiphong. 
La ville s'étend sur 31 km2 et sa population s'élève à 35 000 habitants.

## Histoire

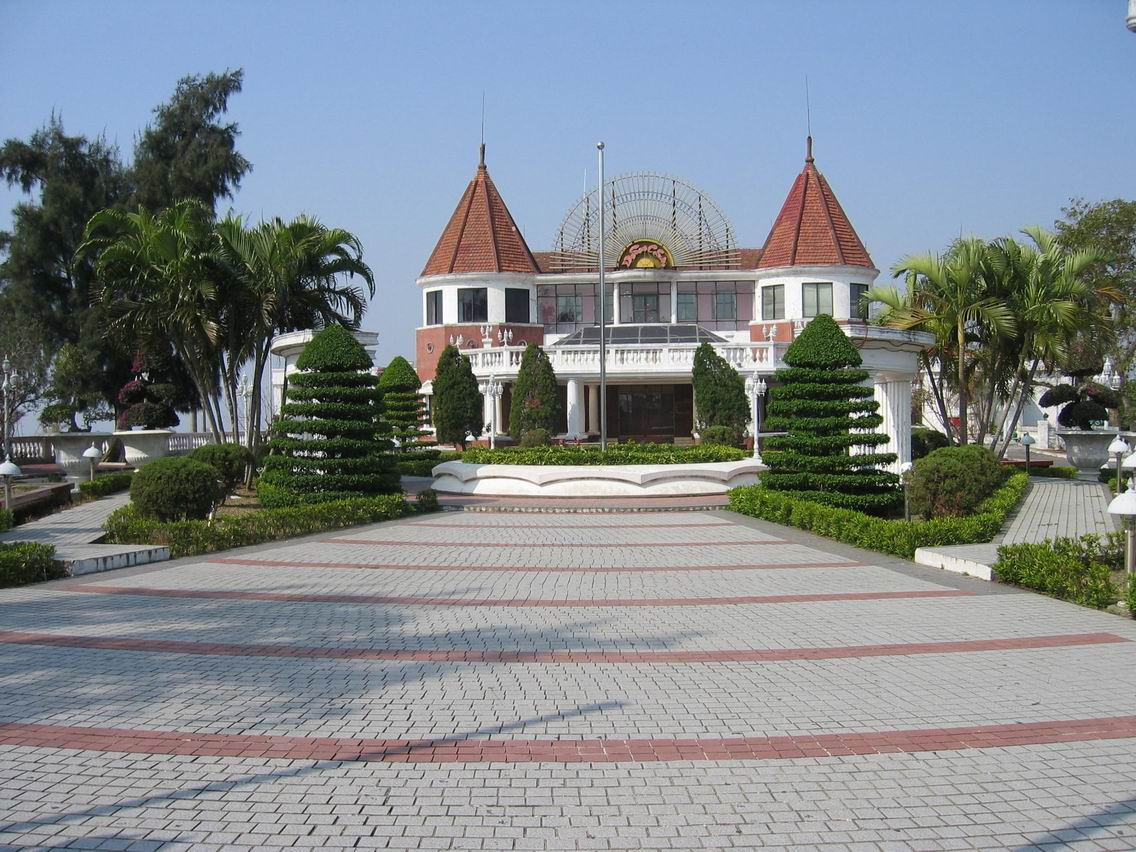
Le Casino en 2007.

Cette station climatique fut créée par les Français à la fin du XIXe siècle. Paul Doumer y possédait une villa dans la pinède qui domine la plage des Mathurins et la baie des Pilotes. Son casino, construit sur la Corniche, était célèbre dans toute l'Indochine. La station eut beaucoup à souffrir des destructions du Vietminh en 1946. Jusqu'au printemps 1955, elle servit de base de repos aux militaires français permissionnaires.
Doson fut la dernière localité sous administration française du Viêt Nam du Nord puisque le drapeau tricolore y flotta jusqu'au 16 mai 1955, lendemain de l'évacuation de Haiphong par l'armée française.
Une école franco-vietnamienne y a été ouverte en 1999.

## Tourisme
D'après le syndicat d'initiative, Do Son compte 52 hôtels et 230 restaurants. 

### Fête du buffle
Chaque année, il y a deux fêtes. La première a lieu le 3 juin (calendrier lunaire, et le deuxième le 9 août (calendrier lunaire). Les touristes peuvent participer à la fête du buffle. C'est une grande fête culturelle des habitants.

### Plage

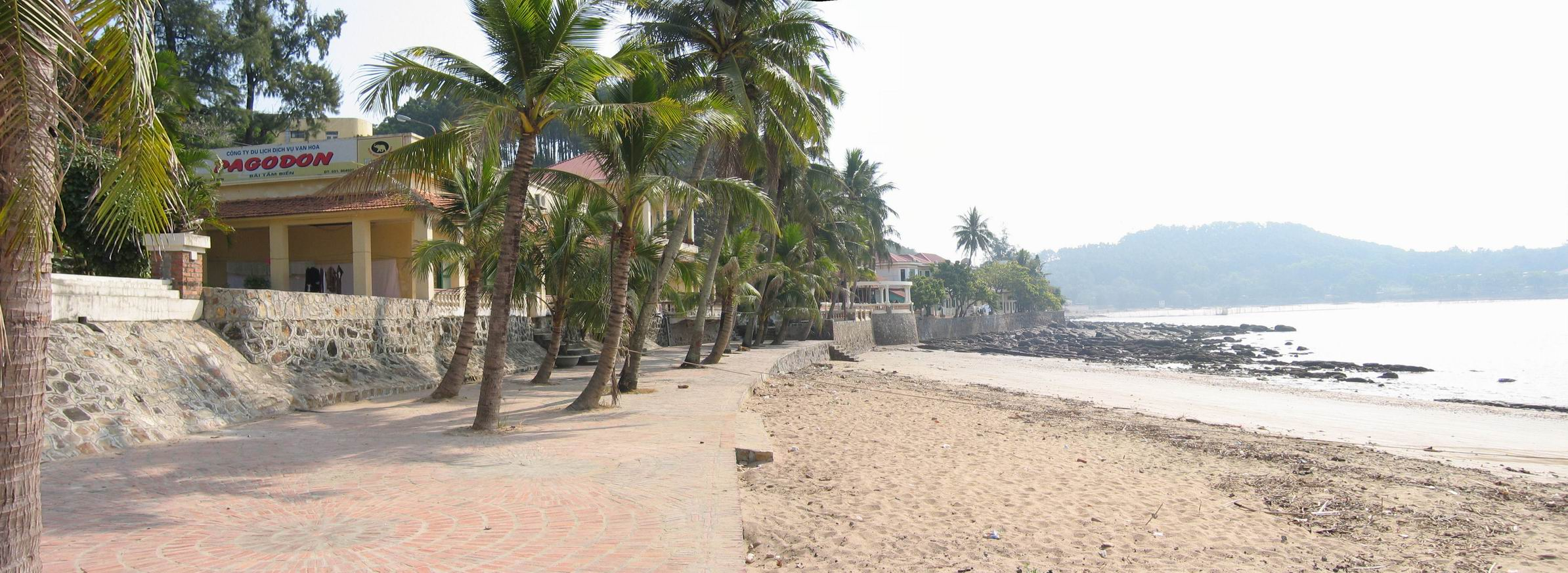
Plage du Pagodon en 2007.

La plage de DoSon se compose de 3 zones, appelées zone 1, zone 2, zone 3 respectivement. La zone 2 est la plus belle plage pour la baignade.

### Fleur
Tout au long des rues et des avenues à DoSon, la fleur 'Phuong' éclot quand l'été arrive. Elle est rouge comme le feu. C'est aussi la fleur pour les collèges.